# Jean-Pierre und Luc Dardenne

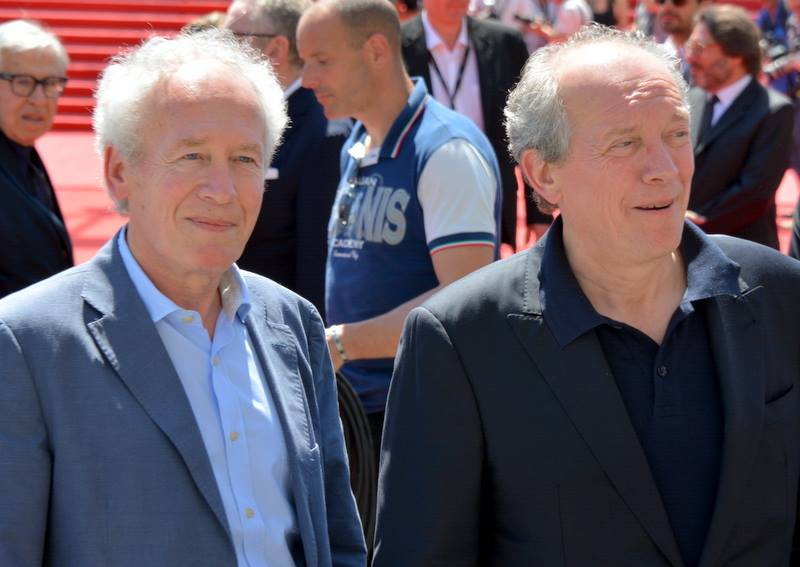
Die Brüder Dardenne bei den Filmfestspielen von Cannes 2015

Die Brüder Jean-Pierre Dardenne (* 21. April 1951 in Engis) und Luc Dardenne (* 10. März 1954 in Awirs) sind belgische Filmregisseure, Filmproduzenten und Drehbuchautoren. Sie realisieren die meisten ihrer Filme gemeinsam.

## Leben
Die beiden Brüder wuchsen in einer Gemeinde der Provinz Lüttich im industriellen Seraing auf, die wie das Ruhrgebiet einen extremen Niedergang erlebt hat. Nach seinem Dramaturgiestudium an der Kunstakademie Brüssel drehte Jean-Pierre zusammen mit seinem Bruder Luc, der Philosophie an der Universität Lüttich studierte, einige Videos über das Leben in wallonischen Arbeiterstädten. Nach ihrer Begegnung mit dem monegassischen Filmemacher Armand Gatti und dem Kameramann Ned Burgess, mit denen sie einige Projekte realisierten, fassten sie den Entschluss, ins Filmgeschäft einzusteigen.
Mit Filmkunst und Sozialphilosophie vereinen sich in den Brüdern Dardenne die beiden Elemente, die Grundlage ihres filmischen Schaffens wurden. Im Jahr 1978 entstand Le chant du rossignol („Der Gesang der Nachtigall“), ihr erster Dokumentarfilm, der über den Widerstand der belgischen Résistance gegen die Nationalsozialisten während des Zweiten Weltkriegs berichtet. Der erste Spielfilm, Falsch, der die Geschichte einer von den Nazis ermordeten jüdischen Familie erzählt, entstand 1986. Auf ihren zweiten Film Ich denke an euch von 1992 folgte mit Das Versprechen 1996 ein vielschichtiges Werk, das neben der Einwanderungsproblematik das Heranwachsen und die biografische wie ethische Emanzipationsgeschichte eines Sohnes gegenüber seinem rassistischen Vater zum Thema hat. Das Versprechen wurde ein internationaler Erfolg und auf zahlreichen Festivals mit Preisen ausgezeichnet. Eine Entdeckung des Films war Jérémie Renier, mit dem die Brüder seither bei weiteren Filmen zusammengearbeitet haben.
Für Rosetta, einen Spielfilm, der von einer Jugendlichen (Émilie Dequenne) und ihrer alkoholkranken Mutter, die sich in einer belgischen Kleinstadt um ein besseres Leben bemüht, erzählt, wurden sie bei den Internationalen Filmfestspielen von Cannes 1999 mit der Goldenen Palme ausgezeichnet. Auch mit ihrem nächsten gemeinsamen Spielfilm Der Sohn, der sich wiederum ausführlich mit Vater-Sohn-Beziehungen und der Schwierigkeit zu verzeihen beschäftigt, waren sie drei Jahre später in Cannes erfolgreich. Neben der Nominierung für die Goldene Palme erhielten sie den Sonderpreis der Jury. Seit den Festspielen 2005 gehören sie zu dem kleinen Kreis der mehrfach mit einer Goldenen Palme ausgezeichneten Filmemacher. Ihre zweite Goldene Palme erhielten sie für Das Kind, einen Film über ein junges Elternpaar, das von Zuwendungen und kleinen Diebstählen lebt, bis der Vater in ihrem neugeborenen Kind eine neue Einnahmequelle entdeckt.
Für Lornas Schweigen erhielten die Brüder Dardenne 2008 eine Einladung in den Wettbewerb der 61. Filmfestspiele von Cannes. In dem Drama ist die relativ unbekannte Schauspielerin Arta Dobroshi in der Titelrolle einer jungen Albanerin zu sehen, die mit ihrem Freund vom Besitz einer eigenen Snackbar träumt und in die Kriminalität abdriftet. Zwar unterlag der Film dem französischen Beitrag Die Klasse von Laurent Cantet, wurde dafür jedoch mit dem Drehbuchpreis prämiert.
Im Jahr 2011 stellten die Brüder den Film Der Junge mit dem Fahrrad fertig, der ihnen die fünfte Einladung in den Wettbewerb der Filmfestspiele von Cannes bescherte. Im Mittelpunkt steht ein zwölfjähriger Junge, der das Kinderheim verlässt, um seinen Vater zu suchen, und dabei von einer Friseuse (gespielt von Cécile de France) unterstützt wird. Mit diesem Film gewannen die Brüder Dardenne den Großen Preis der Jury; ihr Drehbuch wurde wiederum mit dem Europäischen Filmpreis ausgezeichnet.
Jahr 2012 übernahm Jean-Pierre Dardenne bei den 65. Filmfestspielen von Cannes die Leitung der Kurzfilm- und Cinéfondation-Jury. 2016 erhielten sie für Das unbekannte Mädchen ihre siebente Einladung in den Wettbewerb der Internationalen Filmfestspiele von Cannes. Ebenso wurde 2019 ihr Film Young Ahmed berücksichtigt. Im Jahr 2022 wurden sie für ihr Migrationsdrama Tori & Lokita zum neunten Mal in den Wettbewerb des Filmfestivals von Cannes eingeladen. Eine weitere Einladung nach Cannes erhielten sie drei Jahre später für die Ensemblegeschichte Jeunes mères (2025).

## Rezeption
Das Werk der Brüder Dardenne ist in ihrem Bemühen, die Gesellschaft darzustellen, vorbildhaft für die Arbeiten der Regisseurinnen der Berliner Schule.

## Filmografie (Auswahl)
Dokumentarfilme
- 1978: Le chant du rossignol
- 1979: Lorsque le bateau de Léon M. descendit la Meuse pour la première fois
- 1980: Pour que la guerre s’achève, les murs devaient s’écrouler
- 1981: R… ne répond plus
- 1982: Leçons d’une université volante
- 1983: Regard Jonathan/Jean Louvet, son œuvre

Spielfilme
- 1986: Falsch
- 1992: Ich denke an euch (Je pense à vous)
- 1996: Das Versprechen (La promesse)
- 1999: Rosetta
- 2002: Der Sohn (Le fils)
- 2005: Das Kind (L’enfant)
- 2008: Lornas Schweigen (Le silence de Lorna)
- 2011: Der Junge mit dem Fahrrad (Le gamin au vélo)
- 2014: Zwei Tage, eine Nacht (Deux jours, une nuit)
- 2016: Das unbekannte Mädchen (La fille inconnue)
- 2019: Young Ahmed (Le jeune Ahmed)
- 2022: Die Linie (La ligne) – nur Produktion
- 2022: Tori & Lokita
- 2025: Jeunes mères

## Auszeichnungen (Auswahl)
- 1997: Joseph-Plateau-Preis in der Kategorie Beste Regie für Das Versprechen
- 1997: Los Angeles Film Critics Association Award in der Kategorie Bester ausländischer Film für Das Versprechen
- 1999: Goldene Palme der Internationalen Filmfestspiele von Cannes für Rosetta
- 2000: Joseph-Plateau-Preis in der Kategorie Beste Regie für Rosetta
- 2003: Prix Lumières in der Kategorie Bester französischsprachiger Film für Der Sohn
- 2003: Joseph-Plateau-Preis in der Kategorie Beste Regie für Der Sohn
- 2005: Bremer Filmpreis
- 2005: Goldene Palme der Internationalen Filmfestspiele von Cannes für Das Kind
- 2006: Prix Lumières in der Kategorie Bester französischsprachiger Film für Das Kind
- 2006: Joseph-Plateau-Preis in den Kategorien Beste Regie und Bestes Drehbuch für Das Kind
- 2006: Guldbagge in der Kategorie Bester ausländischer Film für Das Kind
- 2008: Drehbuchpreis der Internationalen Filmfestspiele von Cannes für Lornas Schweigen
- 2008: Lux-Filmpreis der EU für Lornas Schweigen
- 2008: Filmpreis Köln im Rahmen der Cologne Conference
- 2009: Prix Lumières in der Kategorie Bester französischsprachiger Film für Lornas Schweigen
- 2011: Europäischer Filmpreis in der Kategorie Bestes Drehbuch für Der Junge mit dem Fahrrad
- 2011: Großer Preis der Jury der Internationalen Filmfestspiele von Cannes für Der Junge mit dem Fahrrad
- 2015: Guldbagge in der Kategorie Bester ausländischer Film für Zwei Tage, eine Nacht
- 2015: Magritte in den Kategorien Bester Film und Beste Regie für Zwei Tage, eine Nacht
- 2015: Prix Lumières in der Kategorie Bester ausländischer französischsprachiger Film für Zwei Tage, eine Nacht
- 2019: Regiepreis der Internationalen Filmfestspiele von Cannes für Young Ahmed
- 2025: Drehbuchpreis der Internationalen Filmfestspiele von Cannes für Jeunes mères[4]